# Аэропорт (район Нальчика)

Аэропорт Нальчика

Аэропорт — район в Нальчике, расположенный на северо-востоке города. Не является административным районом. Представляет собой аэропорт, промышленную зону, несколько кварталов частной застройки, а также несколько кварталов многоэтажной застройки.

## История
Частный сектор застраивался как окраина Завокзального района в северо-восточном направлении. После ввода в строй аэропорта Нальчик на базе аэродрома ОСОАВИАХИМа в 1945 году городская черта постепенно подходила вплотную к аэропорту.

## Этимология
Название происходит от основного объекта района — аэропорта Нальчик.

## География
Район не имеет документально определённых границ и определяется исходя из застройки. Приблизительные границы района на текущий момент:
- на северо-западе граничит с районом Стрелка (городской аэропорт);
- на западе граничит с районом Богданка (улица Идарова);
- на юго-западе граничит с Завокзальным районом (улица Идарова);
- на юге граничит с районом Телемеханика (Кабардинская улица);
- на востоке граничит с районом Искож (Кабардинская улица).

## Крупные предприятия, заведения и достопримечательности
Ранее в Аэропорту работало предприятие Нальчикский авторемонтный завод (НАРЗ), промышленные здания которого располагаются в районе и сегодня.
В нынешнее время в данном районе располагаются:
- городской аэропорт;
- складские и промышленные помещения аэропорта;
- Аэропортная площадь;
- междугородный автовокзал № 1;
- Нальчикский хлебозавод;
- сквер «Аэропорт»;
- памятник Юрию Гагарину;
- спортивный комплекс «Кабарда»;
- республиканский военный комиссариат;
- отдел полиции № 2;
- республиканский ДОСААФ;
- гостиница «Бысым»;
- детские сады № 29, 77.